# Отворено првенство Катара за жене 2011.
Отворено првенство Катара 2011. био је професионални тениски турнир за жене који се играо на отвореним теренима са тврдом подлогом. Турнир се играо девети пут, први пут након 2008, у Дохи, у Катару, од 21. до 26. фебруара.

## Учеснице

### Носиоци
| Држава      | Тенисерка          | Ранг* | Носилац |
| ----------- | ------------------ | ----- | ------- |
| Данска      | Каролина Возњацки  | 2     | 1       |
| Русија      | Вера Звонарјова    | 3     | 2       |
| Италија     | Франческа Скјавоне | 4     | 3       |
| Кина        | Ли На              | 7     | 4       |
| Србија      | Јелена Јанковић    | 8     | 5       |
| Бјелорусија | Викторија Азаренка | 9     | 6       |
| Пољска      | Агњешка Радвањска  | 10    | 7       |
| Израел      | Шахар Пер          | 11    | 8       |

* Ранг на ВТА листи од 14. фебруара 2011.

### Остале учеснице
Тенисерке које су добиле специјалну позивницу за учешће на турниру:
- Сања Мирза
- Фатма ал Набхани

Тенисерке које су до главног жреба дошле играјући квалификације:
- Вера Душевина
- Јармила Грот
- Бојана Јовановски
- Пенг Шуај

Срећни губитници:
- Тимеа Бачински
- Клара Закопалова

## Побједнице

### Појединачно
Вера Звонарјова савладала је  Каролину Возњацки, 6–4, 6–4.

### Парови
Квјета Пешке и  Катарина Среботник савладале су  Лизел Хубер и  Нађу Петрову, 7–5, 6–7(2), [10–8].